# NGC 474
NGC 474 è una galassia ellittica situata nella costellazione dei Pesci a una distanza di circa 100 milioni di anni luce dalla Terra.
Fu scoperta nel 1784 da William Herschel.